# Ula (Ula) fuscistigma
Ula (Ula) fuscistigma is een tweevleugelige uit de familie Pediciidae. De soort komt voor in het Oriëntaals gebied.